# أداما غيرا
أداما غيرا (بالفرنسية: Adama Guira) (مواليد 24 أبريل 1988) هو لاعب كرة قدم بوركيني. يلعب حاليًا لصالح نادي سونويوسك إليتاسبوت الدنماركي كلاعب وسط ملعب.

## وصلات خارجية
- أداما غيرا على موقع الاتحاد الأوربي (الإنجليزية)
- أداما غيرا على موقع إي إس بي إن إف سي (الإنجليزية)
- أداما غيرا على موقع قاعدة بيانات كرة القدم.إي يو (الإنجليزية)
- أداما غيرا على موقع ناشيونال فوتبول تيمز (الإنجليزية)
- أداما غيرا على موقع Soccerbase.com (لاعب) (الإنجليزية)
- أداما غيرا على موقع Soccerway.com (الإنجليزية)
- أداما غيرا على موقع عالم كرة القدم.نت (الإنجليزية)
- أداما غيرا على موقع كووورة